# Miles Bridges
Miles Emmanuel Bridges Sr. (Flint, 21 de março de 1998) é um jogador norte-americano de basquete profissional que atualmente joga no Charlotte Hornets da National Basketball Association (NBA).
Ele jogou basquete universitário na Universidade Estadual de Michigan e foi selecionado pelo Los Angeles Clippers como a 12º escolha geral no draft da NBA de 2018, mas foi negociado com os Hornets na noite do draft.  

## Primeiros anos
Filho de Cynthia e Raymond Bridges, Miles nasceu em 21 de março de 1998. Seu pai, Raymond, foi duas vezes campeão estadual de basquete na Flint Northern High School e lhe ensinou a jogar aos dois anos de idade. De acordo com Miles, sua irmã Tara Rushing foi uma figura importante em sua infância. 
Bridges cursou o ensino médio na Woodland Park Academy em Grand Blanc, Michigan. Aos 12 anos, ele praticou em um YMCA local com futuros colegas de equipe do ensino médio e o treinador Keith Gray.

## Carreira no ensino médio
Quando calouro, Bridges jogou basquete universitário na Flint Southwestern Academy em sua cidade natal, Flint, Michigan. Ele tinha 1,93m aos 14 anos de idade e jogava como Pivô. Bridges teve médias de 10 pontos, 11 rebotes e três bloqueios, levando seu time às semifinais regionais e a um recorde de 17–6. Ele logo recebeu uma bolsa de estudos para atletas da Universidade de Oakland. 
Em julho de 2013, Bridges foi transferido para a Huntington Prep School em Huntington, West Virginia. Em seu segundo ano, ele teve médias de 9,8 pontos, 9,9 rebotes, 2,7 roubos de bola e 3,3 assistências, enquanto liderava a sua equipe para um recorde geral de 29-5.

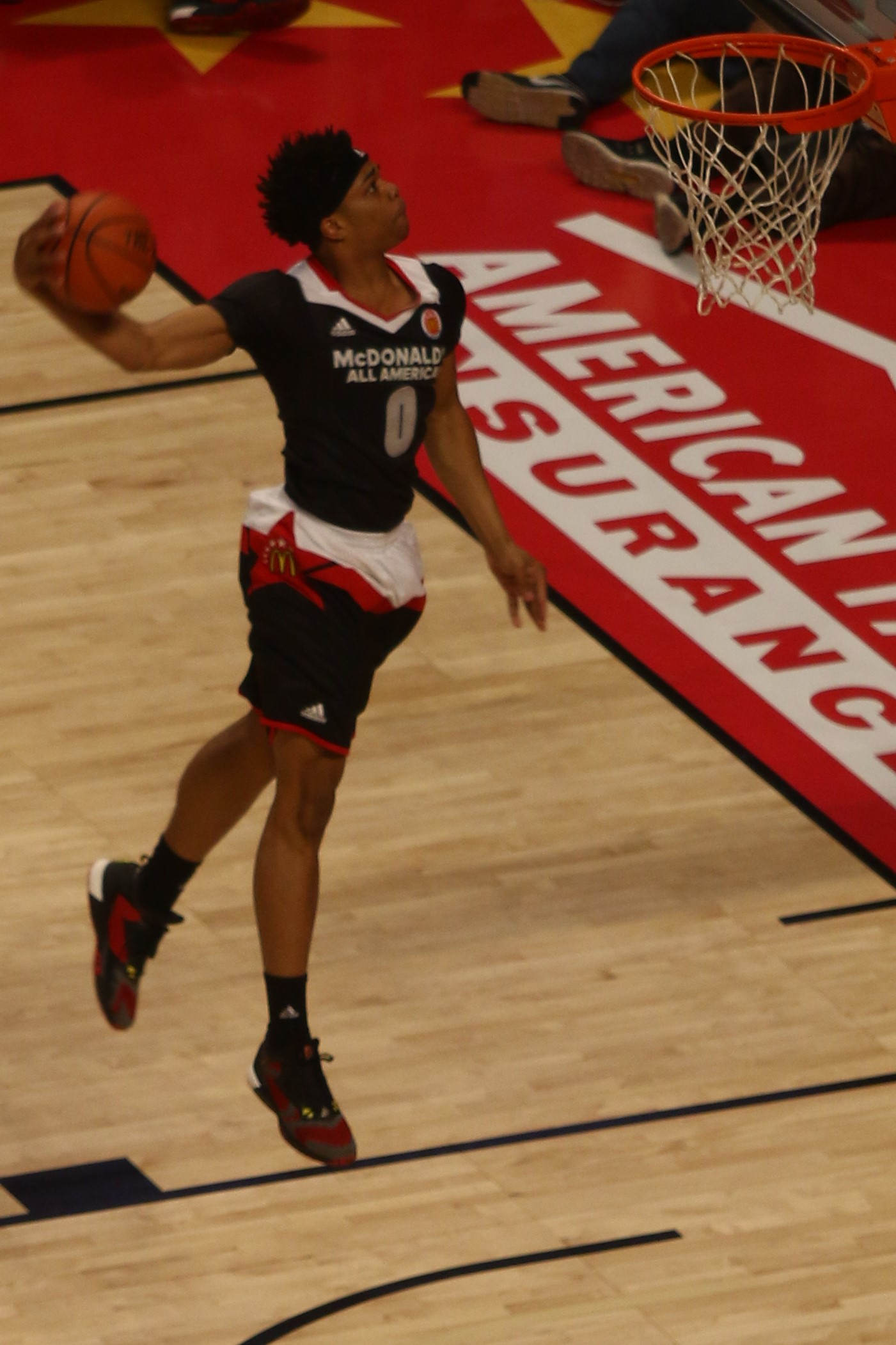
A enterrada de Bridges no McDonald's All-American Game de 2016

Em seu terceiro ano, Bridges e a Huntington Prep jogaram no Torneio Nacional Dick's Sporting de 2015 em Middle Village, Queens, Nova York. Em 2 de abril de 2015, Huntington Prep derrotou Jaylen Brown e Wheeler por 73-70 nas quartas de final. Em 3 de abril, Bridges registrou 21 pontos, 8 rebotes e 4 assistências em uma derrota para a Oak Hill Academy por 61-51 nas semifinais. Na temporada, Bridges teve médias de 15,7 pontos, 10,6 rebotes, 3,5 assistências, 2,8 bloqueios e 2,3 roubos de bola, levando a equipe a um recorde de 31-3, o maior na história da escola. 
Em seu último ano, Bridges teve médias de 25 pontos, 10 rebotes, 5,2 assistências e 2,0 roubos de bola, enquanto conduzia a Huntington Prep a um recorde de 25-11. Em janeiro de 2016, Bridges foi chamado para o McDonald's All-American de 2016, onde registrou 8 pontos, 3 rebotes e dois roubos de bola em uma derrota por 114-107 para o time oeste. Ele também competiu no jogo Jordan Brand Classic All-Star.

## Carreira universitária

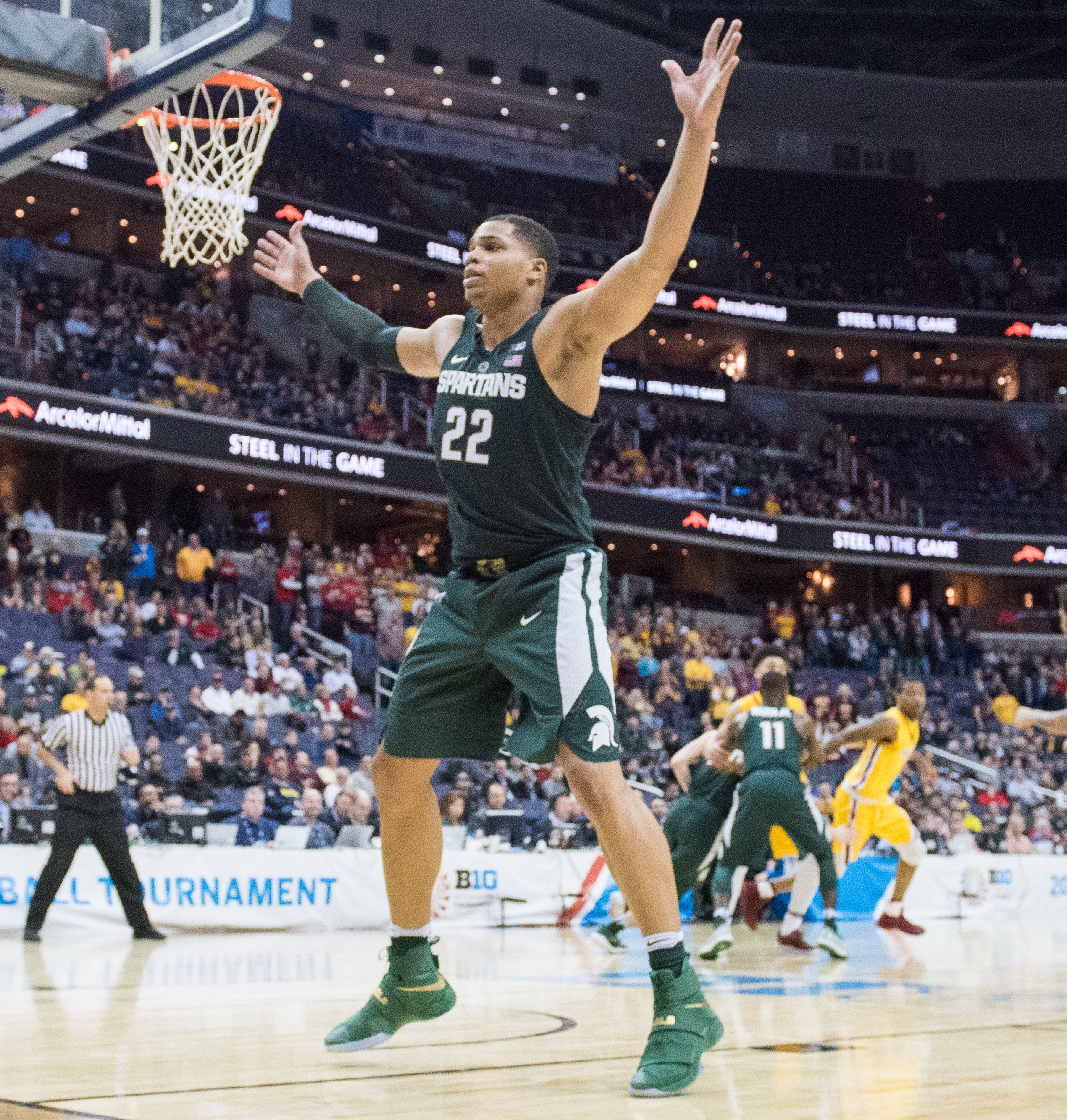
Bridges em 2017

Bridges foi um recruta cinco estrelas e foi classificado como o 10º melhor jogador de sua classe pelo Rivals.com. Ele recusou ofertas de universidades como Kentucky, Kansas e Oregon. Ele anunciou que jogaria por Michigan State em 3 de outubro de 2015. O técnico Tom Izzo o rotulou de "superstar" e esperava que ele se encaixasse facilmente no time.
Em sua estreia contra Arizona em 12 de novembro de 2016, Bridges registrou 21 pontos e sete rebotes. Em 24 de novembro, ele teve 22 pontos e 15 rebotes para ajudar a equipe a derrotar St. John's. Em 1° de dezembro, Tom Izzo anunciou que Miles Bridges perderia "pelo menos algumas semanas" devido a uma lesão no tornozelo. Bridges voltou à ação em 4 de janeiro de 2017, após perder sete jogos. Ele marcou 33 pontos, o recorde de sua carreira, na derrota para Purdue em 24 de janeiro.
Bridges foi nomeado o Calouro da Semana da Big Ten por cinco vezes. Ele foi nomeado o Calouro do Ano da Big Ten e foi eleito para a Segunda-Equipe da Big Ten. 
Ele terminou a temporada com médias de 16,9 pontos, 8,3 rebotes, 2,1 assistências e 1,5 bloqueios em 32 minutos.
Em 13 de abril, Bridges anunciou sua intenção de retornar para Michigan State para sua segunda temporada, um movimento que levou muitos especialistas a apontar os Spartans como os favoritos para o título do Campeonato Nacional de 2018, especialmente com o calouro Jaren Jackson Jr.
Ele terminou a temporada com médias de 17.1 pontos, 7.0 rebotes e 2.7 assistências em 31.4 minutos.
Após a derrota de Michigan State no Torneio da NCAA de 2018, Bridges anunciou sua intenção de renunciar às duas últimas temporadas de elegibilidade e se declarar para o draft da NBA de 2018, onde foi escolhido na primeira rodada pelo Los Angeles Clippers e foi negociado com o Charlotte Hornets.

## Carreira profissional

### Charlotte Hornets (2018–Presente)
Em 21 de junho de 2018, Bridges foi selecionado pelo Los Angeles Clippers como a décima segunda escolha geral no Draft de 2018. Ele foi posteriormente negociado para o Charlotte Hornets em troca da escolha antes dele, Shai Gilgeous-Alexander.
Em 2 de julho de 2018, Bridges assinou oficialmente um contrato de três anos e US$ 16.3 milhões com os Hornets. Bridges ganhou o prêmio de MVP do Rising Stars Challenge em 14 de fevereiro de 2020.
Em 20 de novembro de 2021, Bridges registrou 35 pontos, o recorde de sua carreira, e 10 rebotes em uma derrota por 115-105 para o Atlanta Hawks. Em 13 de abril de 2022, durante a derrota dos Hornets por 103-132 no play-in para os Hawks, Bridges foi expulso e jogou seu protetor bucal em um torcedor de 16 anos dos Hawks. No dia seguinte, ele foi multado em US $ 50.000 pela NBA pelo incidente.
Em 14 de abril de 2023, Bridges foi suspenso da NBA por 30 jogos sem pagamento devido a um incidente de violência doméstica envolvendo sua então namorada Mychelle Johnson e dois de seus filhos. Embora as acusações tenham ocorrido em meados de julho e início de novembro, a NBA abriu sua própria investigação.
Em 7 de julho de 2023, Bridges assinou uma oferta qualificatória dos Hornets.
Em 17 de novembro, Bridges retornou de sua suspensão e marcou 17 pontos e cinco rebotes em uma derrota por 130–99 para o Milwaukee Bucks. Em 20 de novembro, ele marcou 14 pontos, 15 rebotes, cinco assistências, um roubo de bola e um arremesso de três pontos decisivo na vitória por 121–118 na prorrogação contra o Boston Celtics. Em 5 de fevereiro de 2024, Bridges marcou 41 pontos, o recorde de sua carreira, em uma derrota por 124–118 para o Los Angeles Lakers. Dois dias depois, ele estabeleceu um novo recorde pessoal com 45 pontos, além de 8 rebotes e 7 assistências, em uma derrota por 123–117 para o Toronto Raptors.

## Estatísticas da carreira

### NBA

#### Temporada regular
| Ano      | Equipe    | PJ  | PT  | MPJ  | AP   | 3P   | LL   | RT  | AS  | BR | TO | PPJ  |
| -------- | --------- | --- | --- | ---- | ---- | ---- | ---- | --- | --- | -- | -- | ---- |
| 2018–19  | Charlotte | 80  | 25  | 21.2 | .464 | .325 | .753 | 4.0 | 1.2 | .7 | .6 | 7.5  |
| 2019–20  | Charlotte | 65  | 64  | 30.7 | .424 | .330 | .809 | 5.6 | 1.8 | .6 | .7 | 13.0 |
| 2020–21  | Charlotte | 66  | 19  | 29.3 | .503 | .400 | .867 | 6.0 | 2.2 | .7 | .8 | 12.7 |
| 2021–22  | Charlotte | 80  | 80  | 35.5 | .491 | .331 | .802 | 7.0 | 3.8 | .9 | .8 | 20.2 |
| 2023–24  | Charlotte | 69  | 67  | 37.4 | .462 | .349 | .825 | 7.3 | 3.3 | .9 | .5 | 21.0 |
| Carreira | Carreira  | 360 | 255 | 30.8 | .468 | .347 | .811 | 5.9 | 2.4 | .7 | .6 | 14.8 |

#### Play-In
| Ano      | Equipe    | PJ | PT | MPJ  | AP   | 3P   | LL    | RT  | AS  | BR  | TO  | PPJ  |
| -------- | --------- | -- | -- | ---- | ---- | ---- | ----- | --- | --- | --- | --- | ---- |
| 2021     | Charlotte | 1  | 1  | 36.6 | .625 | .400 | .500  | 8.0 | 4.0 | 1.0 | 1.0 | 23.0 |
| 2022     | Charlotte | 1  | 1  | 29.9 | .455 | .000 | 1.000 | 4.0 | 4.0 | .0  | 1.0 | 12.0 |
| Carreira | Carreira  | 2  | 2  | 33.2 | .540 | .200 | .750  | 6.0 | 4.0 | .5  | 1.0 | 17.5 |

### Universidade
| Ano      | Equipe         | PJ | PT | MPJ  | AP   | 3P   | LL   | RT  | AS  | BR  | TO  | PPJ  |
| -------- | -------------- | -- | -- | ---- | ---- | ---- | ---- | --- | --- | --- | --- | ---- |
| 2016–17  | Michigan State | 28 | 27 | 32.0 | .486 | .389 | .685 | 8.3 | 2.1 | .7  | 1.5 | 16.9 |
| 2017–18  | Michigan State | 34 | 33 | 31.4 | .457 | .364 | .853 | 7.0 | 2.7 | .6  | .8  | 17.1 |
| Carreira | Carreira       | 62 | 60 | 31.7 | .471 | .376 | .769 | 7.6 | 2.4 | 0.6 | 1.1 | 17.0 |

## Vida pessoal
Miles tem três filhos com Mychelle Johnson.
Fora do basquete, Bridges também faz rap sob o nome de RTB MB.
Em 29 de junho de 2022, Bridges foi preso em Los Angeles por violência doméstica grave e liberado sob fiança de US$130.000. Ele supostamente agrediu Mychelle Johnson na frente de seus dois filhos. Segundo o relatório hospitalar, que ela postou no Instagram, ela foi uma "vítima de abuso por parceiro masculino", que incluiu agressão por estrangulamento, concussão cerebral, fratura fechada do osso nasal, contusão de costela, múltiplas contusões e distensão muscular no pescoço. Em 19 de julho, Bridges foi acusado de um crime de lesão ao pai de uma criança e dois crimes de abuso infantil. No dia seguinte, ele se declarou inocente de todas as três acusações na sua audiência. Em 3 de novembro, ele se declarou sem contestação à acusação de violência doméstica e foi condenado a três anos de liberdade condicional. As outras duas acusações foram retiradas.

Em outubro de 2023, Miles Bridges foi acusado de violar sua liberdade condicional e ordem de proteção após um incidente em 6 de outubro, onde ele supostamente atirou bolas de bilhar no carro de Mychelle Johnson, quebrando o para-brisa enquanto seus filhos estavam dentro do carro. A namorada atual de Bridges também teria chutado o carro enquanto gritava na direção de Johnson. Bridges se entregou em 13 de outubro e foi liberado após pagar uma fiança de US$1.000. Naquela época, Bridges tinha um mandado de prisão pendente de janeiro de 2023 que ainda não havia sido cumprido.